# Любомудров, Николай Васильевич
Николай Васильевич Любомудров (1830—1897) — священник Православной Российской Церкви, педагог, краевед, занимался изучением истории Рязанской губернии.

## Биография
Родился в селе Верхний Белоомут Зарайского уезда Рязанской губернии в семье священника церкви Трёх Святителей Василия Любомудрова.
Окончил Рязанскую духовную семинарию (1849 год), затем Санкт-Петербургскую духовную академию со степенью магистра (1853 год). В 1854 году рукоположен в сан священника.
С 1854 по 1865 год служил на приходах Санкт-Петербургской епархии. Преподавал Закон Божий в женских школах императорского человеколюбивого общества, образцовом детском приюте; Коломенском женском училище. В 1860 году избран членом-корреспондентом императорского Археологического Общества.
В 1864 году за отказ принять назначение на новое место службы был отчислен из Санкт-Петербургской епархии и находился в арестантском отделении Суздальского Спасо-Евфимова монастыря.
В 1866 году перемещен в Рязанскую епархию с предоставлением ему священнического места по усмотрению местного епархиального архиерея. В 1868 году назначен сверхштатным священником Успенского кафедрального собора и определён учителем латинского языка в 1-е Рязанское духовное училище. Умер Николай Васильевич Любомудров 9 марта 1897 года.

## Краеведческие труды
- Добролюбов Н. В. Гробница Великого князя Рязанского Олега Ивановича и супруги его Великой княгини Евфросиньи. — СПб., 1859.
- Исследование о происхождении и значении имени Рязань. — М., 1874 — 44 c.